# Skiffervitstjärt
Skiffervitstjärt (Myioborus miniatus) är en fågel i familjen skogssångare inom ordningen tättingar. Fågeln har en mycket vid utbredning från Mexiko söderut till Bolivia.

## Utseende och läte
Skiffervitstjärten är en aktiv och attraktiv skogssångare. Könen är lika, skiffergr på huvud och ovansida med svartare ansikte och en liten rostfärgad fläck på hjässan. Färgen på undersidan varierar geografiskt från rött i Mexiko, orangerött i norra Centralamerika och från Costa Rica till Sydamerika gult. Liksom sina släktingar sprider den ut och rör stjärten regelbundet från sida till sida, då den visar upp den tydligt vita stjärten.
Sången består av en serie varerade och ibland accelererande böjda toner. Lätet är ett vasst och ljust "tsit".

## Utbredning och systematik
Skiffervitstjärt delas in i tolv underarter med följande utbredning:
- Myioborus miniatus miniatus – bergstrakter i västra Mexiko (södra Sonora i Guerrero, Oaxaca och västra Chiapas)
- Myioborus miniatus molochinus– bergstrakter i östra Mexico (Sierra de Tuxtla i sydöstra Veracruz)
- Myioborus miniatus intermedius – södra Mexiko (östligaste Oaxaca och Chiapas) till östra Guatemala
- Myioborus miniatus hellmayri – subtropiska bergsområden från Guatemala till sydvästra El Salvador
- Myioborus miniatus connectens – subtropiska bergsområdem i El Salvador och Honduras
- Myioborus miniatus comptus – subtropiska bergsområden i Costa Rica (Cordillera Central och Guanacaste)
- Myioborus miniatus aurantiacus – bergstrakter i östra Costa Rica (Cordillera de Talamanca) och västra Panama
- Myioborus miniatus ballux – östra Panama (Darién) till Colombia, västra Venezuela och nordvästra Ecuador
- Myioborus miniatus sanctaemartae – Sierra Nevada de Santa Marta (nordöstra Colombia)
- Myioborus miniatus pallidiventris – bergstrakter längs kusten i norra Venezuela (östra Falcón till Monagas)
- Myioborus miniatus subsimilis – västra Anderna i Ecuador (El Oro) för nordvästligaste Peru (Piura)
- Myioborus miniatus verticalis – sydöstra Ecuador till Peru, Bolivia, sydöstra Venezuela, Guyana och nordvästra Brasilien

Arten har tillfälligt påträffats i sydvästra USA. En hona samhäckade med en vitvingad vitstjärt i Pinery Canyon, Chochise County, Arizona 2016. Ett fynd från Baritú National Park i norra Argentina utgör troligen en individ från populationen i Bolivia.

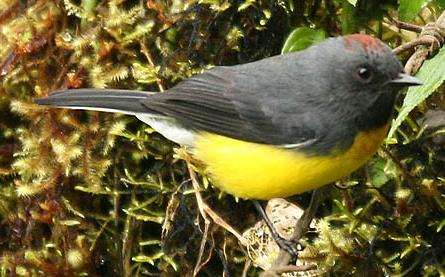
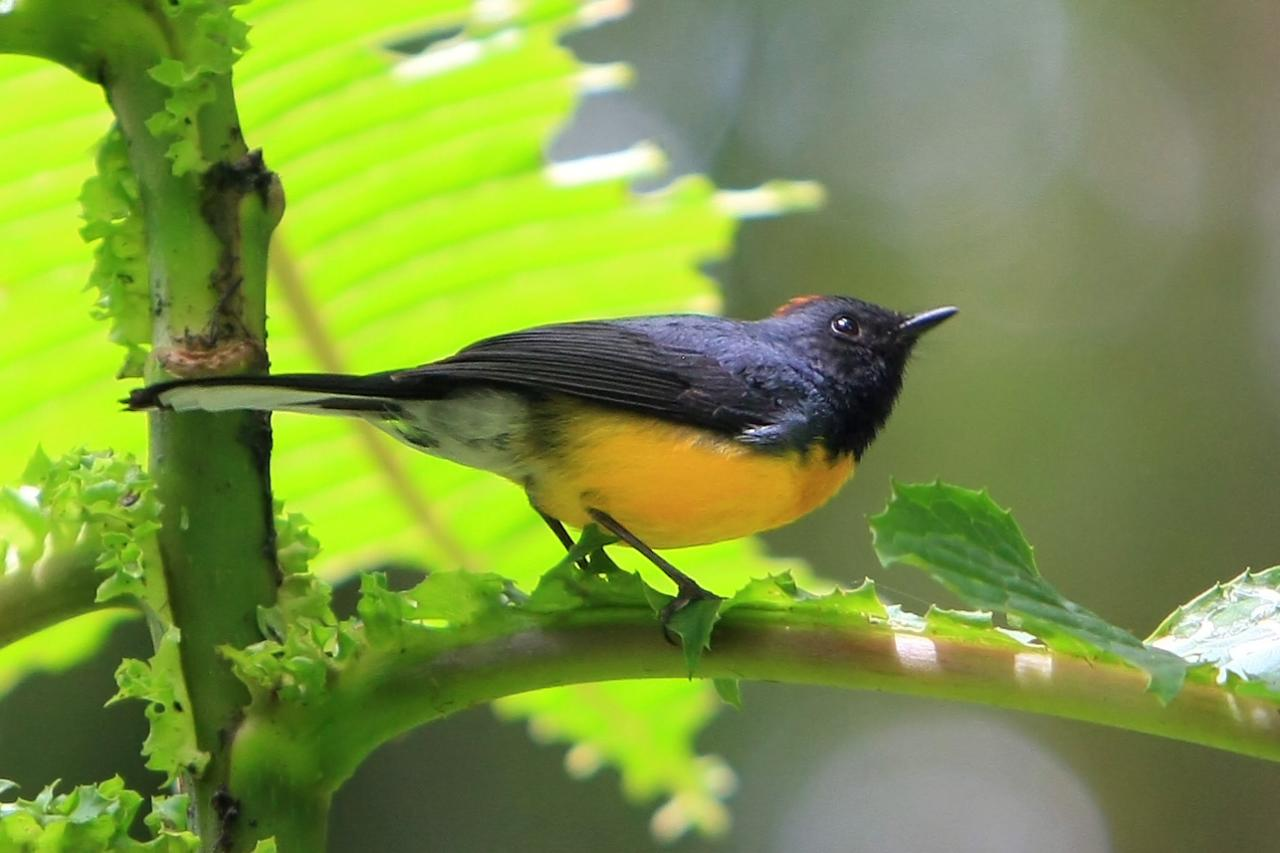

## Levnadssätt
Arten hittas i bergsskogar där den ses i både städsegrön skog och skogar med tall och ek, i Anderna även i molnskog. Den ses vanligen i par, födosökande huvudsakligen rätt lågt i vegetationen, ibland även på marken. Ofta slår den följe med artblandade flockar.

## Status och hot
Arten har ett stort utbredningsområde och en stor population, men tros minska i antal, dock inte tillräckligt kraftigt för att den ska betraktas som hotad. Internationella naturvårdsunionen IUCN listar därför arten som livskraftig (LC). Beståndet uppskattas till i storleksordningen 500 000 till fem miljoner vuxna individer.